# 쑥새
쑥새는 참새목 멧새과의 조류이다.

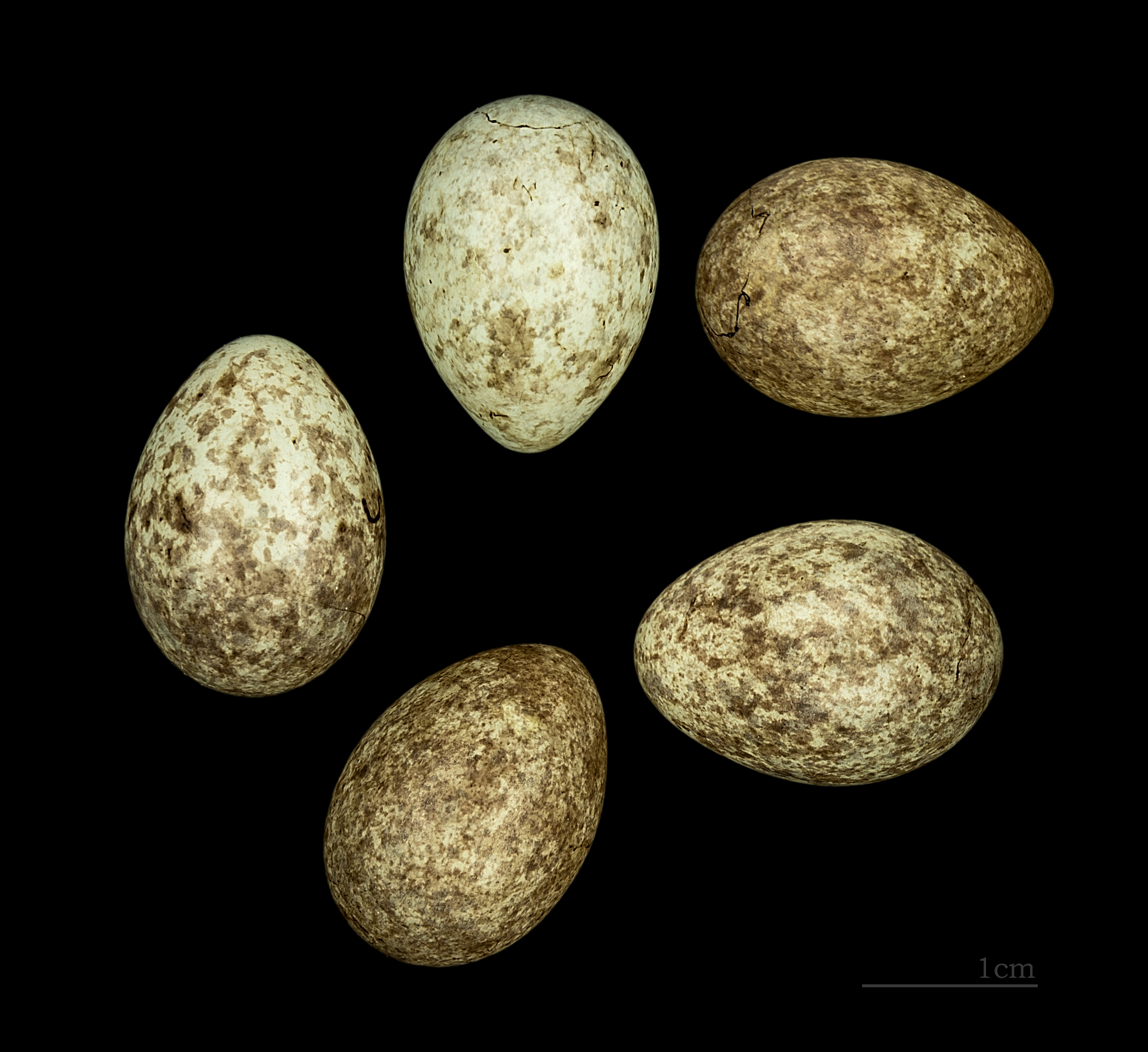

유럽 북부와 아시아에서 번식한다. 동남아시아, 일본, 중국 동부에서는 철새로, 겨울을 난다.
쑥새는 침엽수림에서 번식한다. 4~6개의 알은 덤불이나 땅에 둥지를 틀어 놓는다. 쑥새의 먹이는 씨와 새끼일 때 먹는 곤충으로 이루어져 있다.
쑥새의 몸집은 검은머리쑥새와 비슷하다. 쑥새의 옆구리는 빨간색이고, 다리는 분홍색이다. 수컷의 머리색은 검은색이고 목은 흰색이다. 가슴은 빨간색이다.
암컷은 갈색 줄무늬가 많고 갈색 얼굴에는 흰색 눈썹이 있다. 암컷 쑥새는 암컷 검은머리쑥새를 닮았지만 줄무늬는 빨간색이다.